# Буйло, Констанция Антоновна
Констанция Антоновна Буйло́ (в замужестве Кале́чиц, бел. Канстанцыя Антонаўна Буйло; 14 января 1893, Вильно ― 4 июня 1986, Москва) ― белорусская поэтесса. Заслуженный работник культуры БССР (1968).

## Биография
Родилась в семье лесного объездчика. Закончила краткосрочные учительские курсы в Вильне (1914). Была домашней учительницей в Лидском уезде. Заведовала книгарней[чем?] в Полоцке (1915—1916). После закрытия книгарни[чего?] перешла на работу в Земский союз.
В 1916 году вышла замуж за Виталия Адольфовича Калечица, сына коллежского советника из застенковой шляхты Минского уезда, впоследствии арестованного в 1933 году.
Работала статистиком в Волоколамском райисполкоме, бухгалтером совхоза «Данилково». С 1923 года жила в Москве на квартире мужа в Тихвинском переулке до самой смерти, работала на заводе «Агроном» (1929—1934), начальником отдела сбыта Политехлабсоюза (1934—1940), в 1940—1951 гг. начальник оперативного отдела, позже замдиректора центральной конторы ветеринарного обеспечения треста Союзветзапром.
Член Союза писателей СССР с 1944 года.
Награждена орденом «Знак почёта» (25.02.1955) и медалями. Заслуженный работник культуры БССР (1968).
Умерла в Москве, в 1989 году урну с прахом перевезли в Вишнев. В Вишневе в 1989 году в честь Констанции Буйло на Вишневской школе установлена памятная доска. Школе присвоено имя поэтессы. В Минске и Молодечно её именем названы улицы.

## Творчество

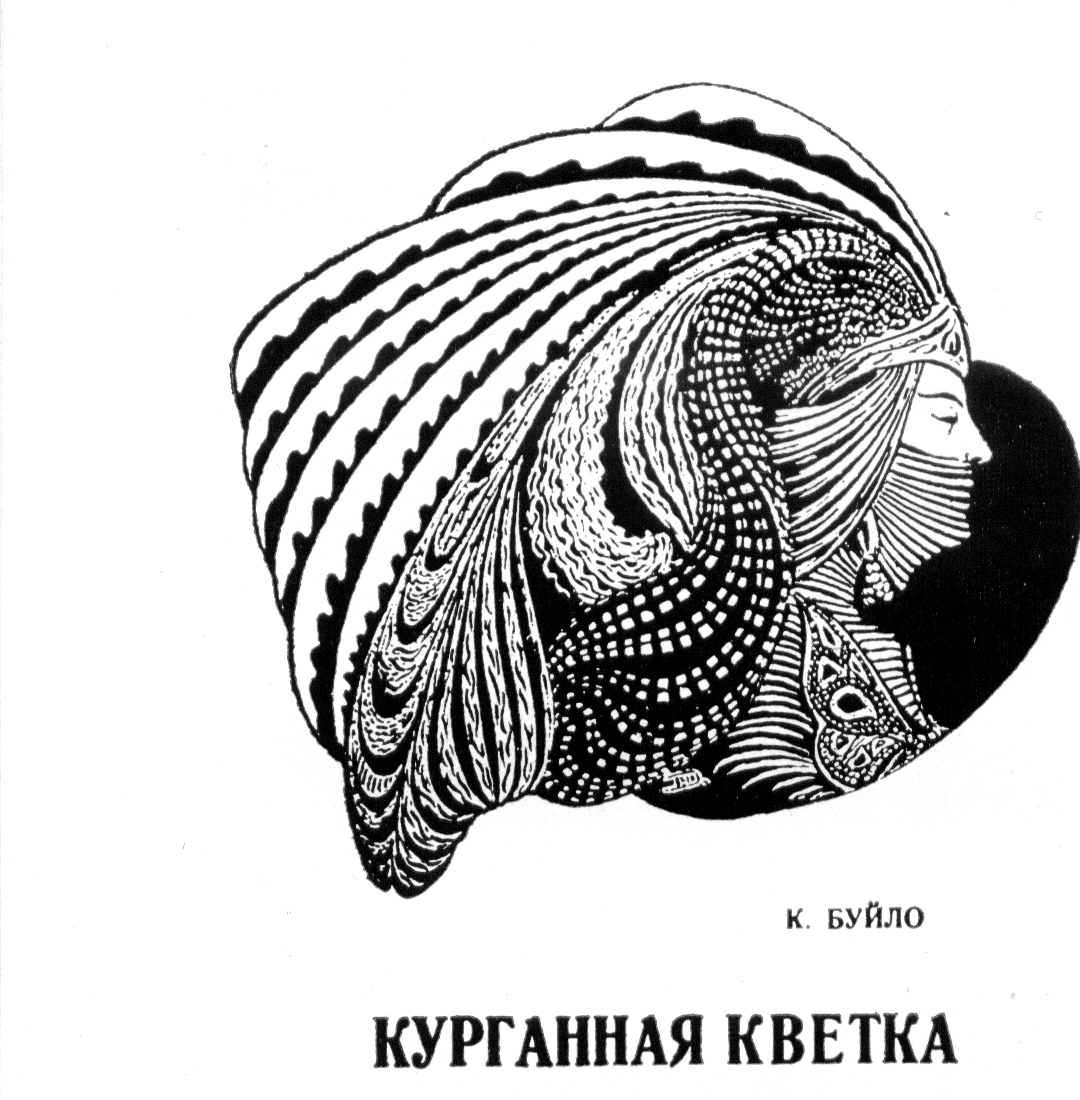
Констанция Буйло. Курганная кветка. Обложка Язэпа Дроздовича

Первая публикация ― стихи в газете «Наша нива» (1909). Первую книгу «Курганная кветка» (1914, Вильно), изданную в типографии Мартина Кухты, отредактировал Янка Купала, оформил Язэп Дроздович.
Широкую популярность обрела песня на стихи Констанции Буйло «Люблю».
До середины 1940-х, почти 20 лет не публиковалась.
Автор пьес «Цветок папоротника» (1914), «Нынешние и прошлые» (1914).
Максим Горецкий в «Истории белорусской литературы» обозначил её как наиболее талантливую поэтессу после Тётки в тогдашней белорусской поэзии.

## Книги
- Світанне (1950)
- На обновленной земле (1961)
- Май (1965)
- Родному краю (1973)
- Избранное (1954. 1968, 1976)
- Избранное в 2-х тт. (1981)
- Юрочка (1957)
- Весной (1984).
- Коціцца рэха: Вершы, паэмы, лісты // Уклад. і прадм. Д. Чаркасавай. — Мн.: Маст. літ., 1993. — 287 с. ISBN 5-340-01327-8